# Silencieux (automobile)
Pour les articles homonymes, voir silencieux.
Sur un véhicule à moteur, le silencieux est un dispositif destiné à limiter le bruit produit par les gaz d'échappement (détente des gaz et amortissement des ondes sonores) des moteurs thermiques.

## Description

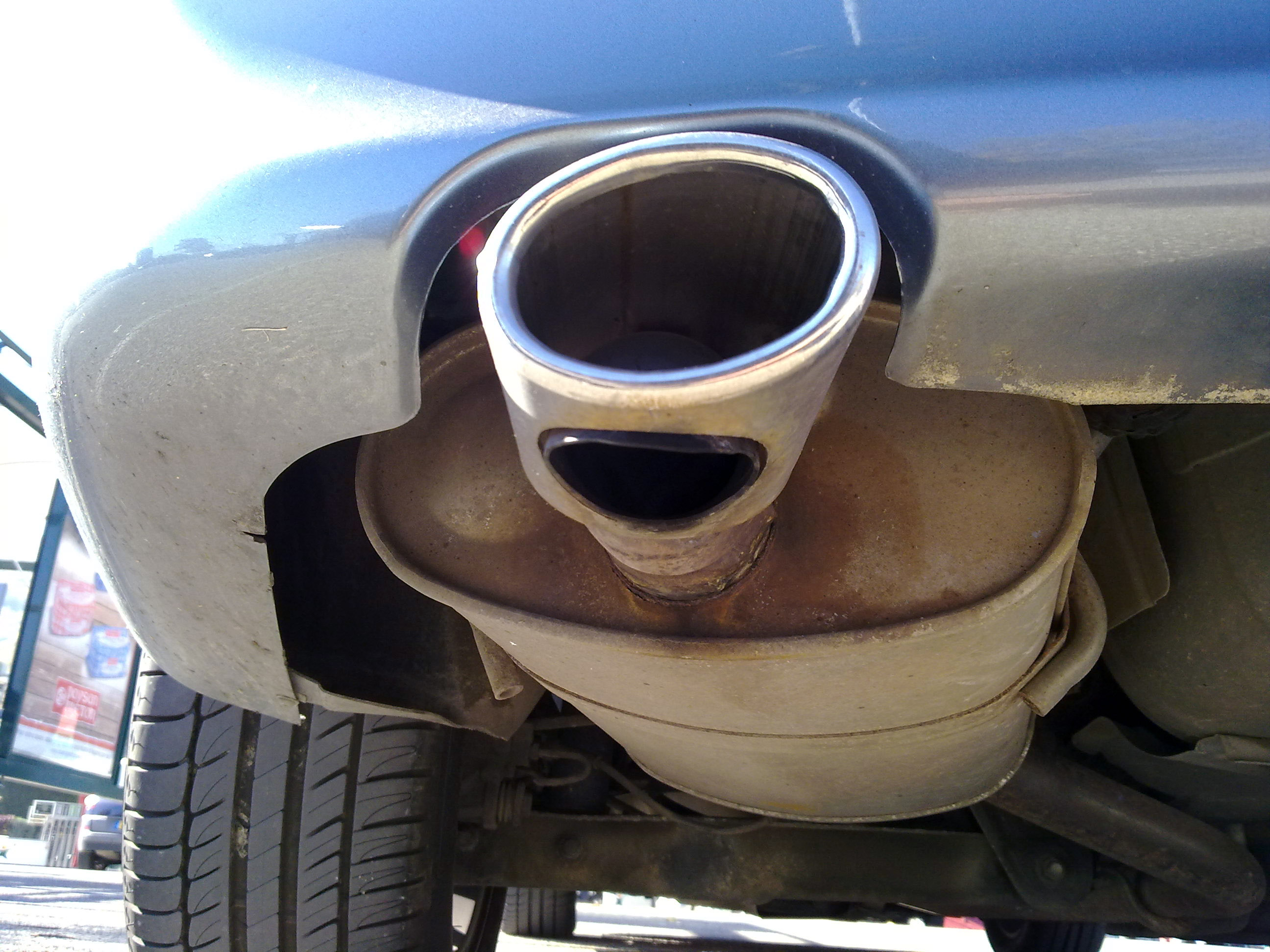
Pot d'échappement

Un silencieux est généralement constitué d'une enceinte située entre un tuyau d'entrée et un tuyau de sortie. Des chicanes servent à ralentir et homogénéiser le flux des gaz d'échappement, donc à en atténuer le bruit. Pour diminuer les basses fréquences on utilise soit deux silencieux et la portion de tube qui les sépare, soit un ensemble de volumes à l'intérieur même du silencieux, reliés entre eux par des conduites à trous ou à fentes.
Pour diminuer les hautes fréquences, on a recours au passage des gaz à travers un piège à son composé de tubes perforés et placés dans des chambres contenant un isolant acoustique comme la laine de verre, de basalte ou d'acier.
Le système d'échappement des gaz commence au moteur. Les collecteurs d’échappement sont boulonnés aux culasses, où ils recueillent les gaz brûlés. Certaines culasses possèdent un collecteur intégré, comme le 1.2L THP Peugeot-Citroën, pour accélérer la montée en température du moteur. Ces gaz sont dirigés vers le système d’échappement, et sont d’abord analysés par une sonde à oxygène (sonde lambda amont), puis débarrassés de certains composants polluants par le convertisseur catalytique, avant d'être recontrôlés par une autre sonde à oxygène (sonde lambda aval), et finalement, assourdis par le silencieux. Les lignes d'échappement comportent souvent un pot de détente, permettant de stabiliser la pression, voire un pré-silencieux, si le silencieux n'est pas suffisant.